# Штер, Андрей Петрович
Андрей Петрович Штер (7 октября 1878 — 17 октября 1907) — русский морской офицер, лейтенант.

## Биография
Из потомственных дворян. 
Поступил в Морское Училище (1891). В службе с 1894 года. Окончил Морской кадетский корпус, 14-м по успеваемости (15.09.1897).
Произведен в: мичманы (15.09.1897), лейтенанты (01.03.1901).
Зачислен в Сибирский флотский экипаж (15.09.1897).
Вахтенный начальник брандвахтенной лодки Владивостокского рейда «Горностай» (02.04 — 29.04.1898).
Офицер: ледокола «Надежный» (29.04 — 18.06.1898), транспорта «Тунгуз» (18.06.1898 — 24.03.1899). Вахтенный начальник: транспорта «Ермак» (24.03 — 18.05.1899), транспорта «Алеут» (18.05 — 17.07.1899), мореходной канонерской лодки «Манчжур» (17.07 — 15.09.1899), минного крейсера «Всадник» (15.09 — 27.09.1899). На мореходной канонерской лодке «Манчжур»: вахтенный начальник (27.09.1899 — 01.07.1900), ротный командир (01.07 — 09.10.1901).
Участник Китайской кампании 1900—1901. Участвовал в десанте в бухте Мазампо (Корея) (20.03 — 24.05.1900). Комендант пристаней на станции Тонгку, участвовал в рекогносцировках занятой ихэтуанями крепости Бетанга, в отрядах Капитана 1 ранга Доможирова, генералов Ренненкампфа, Штакельберга, Церпицкого (17.06 — 23.09.1900).
Переведен в Балтийский флот (22.09.1901). В прикомандировании к Морскому Корпусу (11.02 — 09.08.1902).
Вахтенный начальник : крейсера I ранга «Адмирал Корнилов» (01.05 — 06.08.1902). На крейсере II ранга «Джигит» Вахтенный начальник (10.08 — 23.09.1902), ротный командир (23.09.1902 — 18.08.1903). Вахтенный начальник крейсера I ранга «Россия» (18.08 — 29.09.1903). Вахтенный начальник и командир кормовой группы артиллерийских орудий крейсера «Новик» (03.12.1903 — 08.08.1904). Командовал ротой, составленной из команды крейсера «Новик», Сибирского флотского экипажа (10.10.1904 — 1905).
Помощник Командира подводной лодки «Дельфин» (26.03 — 20.05.1905). Временный Командир подводной лодки «Форель» (20.05 — 01.11.1905). Командир подводной лодки «Сом» (03.11.1905 г. — 02.03.1906). Переведен в Балтийский флот (1906).
Командир миноносца № 121 (22.04 — 27.06.1906). В приказе Великого князя Александра Михайловича значится: «… Всем командирам брать за образец миноносец № 121, блестящее состояние которого делает честь лейтенанту Штеру».
В запасе флота (24.07.1906 — 15.01.1907). За эти несколько месяцев отдыха Андрей Петрович успел написать свои воспоминания о Русско-японской войне под названием «На крейсере „Новик“»
Выехал во Владивосток, где был назначен командиром миноносца «Скорый» (10.02.1907). Убит минным содержателем на борту миноносца «Скорый» 17.10.1907 г. во время беспорядков во Владивостоке.
Высочайшим приказом по флоту и Морскому ведомству № 795 от 29.10.1907 г. исключён из списков, убитым во время беспорядков во Владивостоке.

## Награды
- Орден Святой Анны 3-й степени с мечами и бантом (28.12.00);
- Орден Святой Анны 4-й степени с надписью «За храбрость» (21.04.1904), приказом Наместника Е. И.В. на Дальнем Востоке № 29 от 11.04.1904 г. «За бой 12 февраля 1904 г. с японскими крейсерами»;
- Золотая сабля «За храбрость» (23.09.1904), «За подвиги, мужество и храбрость в боях 28 июля и 7 августа, на крейсере II го ранга „Новик“.»;
- Французская золотая медаль (1898);
- Французский орден Камбоджи офицерский крест (01);
- Японский орден Святого Сокровища 5 степени (02).